# Ilhas Virgens Americanas nos Jogos Olímpicos de Verão de 2008
As Ilhas Virgens Americanas participaram dos Jogos Olímpicos de Verão de 2008, em Pequim, na China. O país estreou nos Jogos em 1968 e esta foi sua 10ª participação.

## Desempenho

### Atletismo
Masculino
| Atleta        | Prova      | Elims.     | Elims. | Quartas    | Quartas | Semifinal   | Semifinal   | Final       | Final       |
| Atleta        | Prova      | Res.       | Pos.   | Res.       | Pos.    | Res.        | Pos.        | Res.        | Pos.        |
| ------------- | ---------- | ---------- | ------ | ---------- | ------- | ----------- | ----------- | ----------- | ----------- |
| Tabarie Henry | 400 metros | 45s36 (NR) | 18º    | 45s19 (NR) | 17º     | Não avançou | Não avançou | Não avançou | Não avançou |

Feminino
| Atleta                 | Prova      | Elims. | Elims. | Quartas | Quartas | Semifinal   | Semifinal   | Final       | Final       |
| Atleta                 | Prova      | Res.   | Pos.   | Res.    | Pos.    | Res.        | Pos.        | Res.        | Pos.        |
| ---------------------- | ---------- | ------ | ------ | ------- | ------- | ----------- | ----------- | ----------- | ----------- |
| LaVerne Jones-Ferrette | 100 metros | 11s41  | 20º    | 11s55   | 29º     | Não avançou | Não avançou | Não avançou | Não avançou |
| LaVerne Jones-Ferrette | 200 metros | 23s12  | 16º    | 23s37   | 24º     | Não avançou | Não avançou | Não avançou | Não avançou |

### Boxe
| Atleta         | Categ.           | Fase de 32              | Fase de 16             | Quartas                | Semifinais             | Final                  |             |
| Atleta         | Categ.           | Adversário e resultado  | Adversário e resultado | Adversário e resultado | Adversário e resultado | Adversário e resultado |             |
| -------------- | ---------------- | ----------------------- | ---------------------- | ---------------------- | ---------------------- | ---------------------- | ----------- |
| John Jackson   | Peso meio-médio  | BLR M. Nurudzinau V 4-2 | KOR Kim J. D 0-10      | Não avançou            | Não avançou            | Não avançou            | Não avançou |
| Julius Jackson | Peso meio-pesado | IRL K. Egan D 2-22      | Não avançou            | Não avançou            | Não avançou            | Não avançou            |             |

### Natação
Masculino
| Atleta       | Prova     | Elims. | Elims. | Semifinal   | Semifinal   | Final       | Final       |
| Atleta       | Prova     | Tempo  | Pos.   | Tempo       | Pos.        | Tempo       | Pos.        |
| ------------ | --------- | ------ | ------ | ----------- | ----------- | ----------- | ----------- |
| Joshua Laban | 50m livre | 23s28  | 53º    | Não avançou | Não avançou | Não avançou | Não avançou |

### Tiro
Masculino
| Atleta     | Prova                | Qual. | Qual. | Final       | Final       | Pos. |
| Atleta     | Prova                | Res.  | Pos.  | Res.        | Total       | Pos. |
| ---------- | -------------------- | ----- | ----- | ----------- | ----------- | ---- |
| Ned Gerard | Carabina deitado 50m | 580   | 53    | Não avançou | Não avançou | 53   |

### Vela
| Atleta             | Classe | Regata | Regata | Regata | Regata | Regata | Regata | Regata | Regata | Regata | Regata | Regata      | Pts. | Pos. |
| Atleta             | Classe | 1      | 2      | 3      | 4      | 5      | 6      | 7      | 8      | 9      | 10     | M           | Pts. | Pos. |
| ------------------ | ------ | ------ | ------ | ------ | ------ | ------ | ------ | ------ | ------ | ------ | ------ | ----------- | ---- | ---- |
| Thomas Barrows III | Laser  | 20     | 28     | 20     | 24     | 26     | 31     | 15     | 10     | 21     | CAN    | Não avançou | 164  | 22   |

Legenda
| Recorde mundial      | Recorde mundial (World record)               |                       | Recorde africano                      | Recorde africano (African) |                                           | Q | Classificado por posição (Qualified) |
| Recorde olímpico     | Recorde olímpico (Olympic record)            | Recorde da América    | Recorde da América (Americas)         | q                          | Classificado por melhor tempo (Qualified) |   |                                      |
| Melhor marca do ano  | Melhor marca do ano (World leading)          | Recorde asiático      | Recorde asiático (Asian)              | DNS                        | Não largou (Did not start)                |   |                                      |
| Recorde nacional     | Recorde nacional (National record)           | Recorde europeu       | Recorde europeu (European)            | DNF                        | Não terminou (Did not finish)             |   |                                      |
| Recorde pessoal      | Recorde pessoal do atleta (Personal best)    | Recorde da Oceania    | Recorde da Oceania (Oceania)          | DSQ / DQ                   | Desclassificado (Disqualified)            |   |                                      |
| Recorde da temporada | Recorde da temporada do atleta (Season best) | Recorde sul-americano | Recorde sul-americano (South America) | NM                         | Sem marca (No mark)                       |   |                                      |

| M   | Regata da Medalha da qual só participam os dez primeiros colocados das regatas anteriores  |  |  | CAN | Regata cancelada |
| BFD | Desclassificado por bandeira preta (Black Flag Disqualified)                               |  |  |     |                  |
| UFD | Desclassificado por bandeira "U" (U Flag Disqualified)                                     |  |  |     |                  |
| OCS | Largada queimada (On the Course Side of the starting line)                                 |  |  |     |                  |
| DNE | Desclassificação sem eliminação (infração a um item do regulamento da prova – Did Not End) |  |  |     |                  |